# Monika Weber-Koszto
Monika Weber-Koszto (nacida como Monika Koszto, Satu Mare, Rumanía, 7 de febrero de 1966) es una deportista alemana que compitió en esgrima, especialista en la modalidad de florete.
Participó en cuatro Juegos Olímpicos de Verano, obteniendo en total cuatro medallas, todas en la prueba por equipos: plata en Los Ángeles 1984 (junto con Aurora Dan, Rozalia Oros, Marcela Zsak y Elisabeta Guzganu), plata en Barcelona 1992 (con Sabine Bau, Zita-Eva Funkenhauser, Annette Dobmeier y Anja Fichtel-Mauritz), bronce en Atlanta 1996 (con Sabine Bau y Anja Fichtel-Mauritz) y bronce en Sídney 2000 (con Sabine Bau y Rita König).
Ganó cinco medallas en el Campeonato Mundial de Esgrima entre los años 1993 y 1999, y cinco medallas en el Campeonato Europeo de Esgrima entre los años 1991 y 1999.

## Palmarés internacional
| Representando a Rumania  |                              |                   |                     |
| Juegos Olímpicos         |                              |                   |                     |
| Año                      | Lugar                        | Medalla           | Prueba              |
| 1984                     | Los Ángeles (Estados Unidos) | Medalla de plata  | Florete por equipos |
| Representando a Alemania |                              |                   |                     |
| Juegos Olímpicos         |                              |                   |                     |
| Año                      | Lugar                        | Medalla           | Prueba              |
| 1992                     | Barcelona (España)           | Medalla de plata  | Florete por equipos |
| 1996                     | Atlanta (Estados Unidos)     | Medalla de bronce | Florete por equipos |
| 2000                     | Sídney (Australia)           | Medalla de bronce | Florete por equipos |
| Campeonato Mundial       |                              |                   |                     |
| Año                      | Lugar                        | Medalla           | Prueba              |
| 1993                     | Essen (Alemania)             | Medalla de oro    | Florete por equipos |
| 1995                     | La Haya (Países Bajos)       | Medalla de bronce | Florete por equipos |
| 1997                     | Ciudad del Cabo (Sudáfrica)  | Medalla de bronce | Florete individual  |
| 1997                     | Ciudad del Cabo (Sudáfrica)  | Medalla de bronce | Florete por equipos |
| 1999                     | Seúl (Corea del Sur)         | Medalla de oro    | Florete por equipos |
| Campeonato Europeo       |                              |                   |                     |
| Año                      | Lugar                        | Medalla           | Prueba              |
| 1991                     | Viena (Austria)              | Medalla de bronce | Florete individual  |
| 1995                     | Keszthely (Hungría)          | Medalla de bronce | Florete individual  |
| 1997                     | Gdansk (Polonia)             | Medalla de bronce | Florete individual  |
| 1998                     | Plovdiv (Bulgaria)           | Medalla de plata  | Florete por equipos |
| 1999                     | Bolzano (Italia)             | Medalla de plata  | Florete individual  |